# Дальнее Константиново
Да́льнее Константи́ново — посёлок городского типа в Нижегородской области России, административный центр Дальнеконстантиновского района.

## География
Находится в 55 км к югу от Нижнего Новгорода вблизи шоссе Р158 Нижний Новгород — Саранск, в 15 км к востоку от железнодорожной станции Суроватиха, в 45 км к северу от города Арзамас.

## История
Дальнее Константиново возникло в XIV веке на мордовских землях, принадлежало великому князю Константину Васильевичу, чьё имя и носит, было торговым селом. Являлось оно дальним от Нижнего Новгорода владением, что отразилось в названии (рядом с городом и по сей день есть Ближнее Константиново).
Мордовские земли по реке Кудьме, заселённые русскими поселенцами — нынешняя территория Дальнеконстантиновского поселения.
На карте Нижегородского уезда 1800 года населённый пункт обозначен следующим образом — Село Костентиново.
В Атласе Менде 1850 года населённый пункт обозначается уже вполне современным образом — С. Константиново.
На почвенной карте Нижегородской губернии в целом (1886) он обозначен сходным образом — Константиново.
На почвенной карте Нижегородского уезда следующего года (автор — профессор В. В. Докучаев) населённый пункт именуется по-современному — Дал. Константиново.
В 1872 году село находилось во владении помещицы М. Г. Щепетовой. Полвека спустя в «Списке населённых пунктов Нижегородской области» (1911) есть сведения о принадлежности Дальнего Константинова уже нескольким помещицам: Щепетовой, Есиповой, Волковой, Доменской, Ивановой, Покровской-Граве. При этом в селе насчитывалось 170 дворов.
В нём самом и его окрестностях на ликвидации эпидемии холеры работал Антон Павлович Чехов. В Дальнее Константиново и окрестные селения писатель выезжал в связи с голодом 1891—1892 годов. Также здесь часто бывал писатель Николай Иванович Кочин.
В рабочий посёлок преобразован в 1976 году.

## Население
| 1959  | 1970  | 1979  | 1989  | 2002  | 2008  | 2009  |
| ----- | ----- | ----- | ----- | ----- | ----- | ----- |
| 2031  | ↗3093 | ↗4350 | ↗5122 | ↘4986 | ↘4641 | ↘4572 |
| 2010  | 2011  | 2012  | 2013  | 2014  | 2015  | 2016  |
| ↗4777 | ↘4736 | ↘4629 | ↘4494 | ↘4313 | ↘4274 | ↘4181 |
| 2017  | 2018  | 2019  | 2020  | 2021  |       |       |
| ↘4133 | ↘4058 | ↘4012 | ↘3924 | ↗4846 |       |       |